# مک بارنت
مک بارنت (به انگلیسی: Mac Barnett)، نویسنده آمریکایی کتاب کودکان است که در حال حاضر در اوکلند، کالیفرنیا
زندگی می‌کند. او تحصیلات خود را کالج پومونا زیر نظر دیوید فاستر والاس نویسنده امریکایی به پایان رساند. او برای کتاب آنابل و جعبه جادویی با تصویرگری جان کلاسن توانست جایزه بهترین کتاب سال از طرف روزنامه بوستون گلوب نصیب خود کند. در سال ۲۰۱۳ این کتاب جایزه کتاب‌های مناسب بلندخوانی ای بی وایت را نیز کسب کرد. 